# چاغان‌نور (سلنگه)
شهرستان چاغان‌نور (به زبان مغولی: Цагааннуур сум، [Cagaannuur sum]؛ ᠴᠠᠭᠠᠨ ᠨᠠᠭᠤᠷ ᠰᠤᠮᠤ، [čaɣan naɣur sumu]) یک شهرستان (سُوم) در مغولستان است که در استان سلنگه واقع شده‌است. چاغان‌نور ۳٬۸۱۴٫۷۲ کیلومتر مربع مساحت دارد.

## تقسیمات اداری
شهرستان چاغان‌نور متشکل از ۵ قصبه (باغ) می‌باشد، شامل:
- اورغیخ (مغولی: Оргих баг، [Orgix bag]؛ ᠣᠷᠭᠢᠬᠤ ᠪᠠᠭ، [orɣiqu baɣ])
- توف (مغولی: Төв баг، [Töv bag]؛ ᠲᠥᠪ ᠪᠠᠭ، [töb baɣ])
- تئیرِگ (مغولی: Тийрэг баг، [Tijreg bag]؛ ᠲᠡᠶᠢᠷᠭᠡ ᠪᠠᠭ، [teyirge baɣ])
- جون‌تایغا (مغولی: Зүүн тайга баг، [Züün tajga bag]؛ ᠵᠡᠭᠦᠨ ᠲᠠᠶᠢᠭ᠎ᠠ ᠪᠠᠭ، [jegün tayiɣ-a baɣ])
- خورچ (مغولی: Хуурч баг، [Xuurč bag]؛ ᠬᠤᠭᠤᠷᠴᠢ ᠪᠠᠭ، [quɣurči baɣ])